# RAB6A
RAB6A‏ (RAB6A, member RAS oncogene family) هوَ بروتين يُشَفر بواسطة جين RAB6A في الإنسان.